# Investiční úvěr
Investiční úvěr je zpravidla používán pro financování investic. Věřitel (většinou banka) půjčuje na základě investičního záměru a další projektové dokumentace a údajů. U větších investic k nim patří zejména studie proveditelnosti, doložení bonity a historie žadatele a další.
Investiční úvěr může mít krátkodobý (1 rok) středně (do 5 let) až dlouhodobý charakter (až 15 let). Je zajištěn předmětem investice, pokud to jeho povaha umožňuje, případně kombinací ostatních forem zajištění dle povahy obchodního případu – vlastní směnkou vystavenou na řad banky, nemovitým nebo movitým majetkem, pohledávkami, cennými papíry, vklady, ručitelskými závazky, bankovními zárukami nebo vinkulací pojistných plnění.